# Montañas Marrah
Las montañas Marrah o montañas Marra (Fur, Fugo Marra; árabe: جبل مرة, Jebel Marra (árabe sudanés - "montañas de la mujer" debido a la silueta de una mujer reclinada cuando se ve desde el sureste, son una cordillera de picos volcánicos en un macizo que se eleva hasta los 3042 metros. Son las montañas más altas de Sudán.

## Geografía

Cascada.

Las montañas están situadas en el centro de la región sudanesa de Darfur, en la frontera de los estados de Darfur del Sur y Darfur Central, con una parte más pequeña de la cordillera en el estado de Darfur del Norte. El punto más alto es la caldera de Deriba. La parte superior del macizo es una pequeña zona de clima templado con altas precipitaciones y manantiales permanentes de agua en medio de la sabana seca y los matorrales del Sahel.

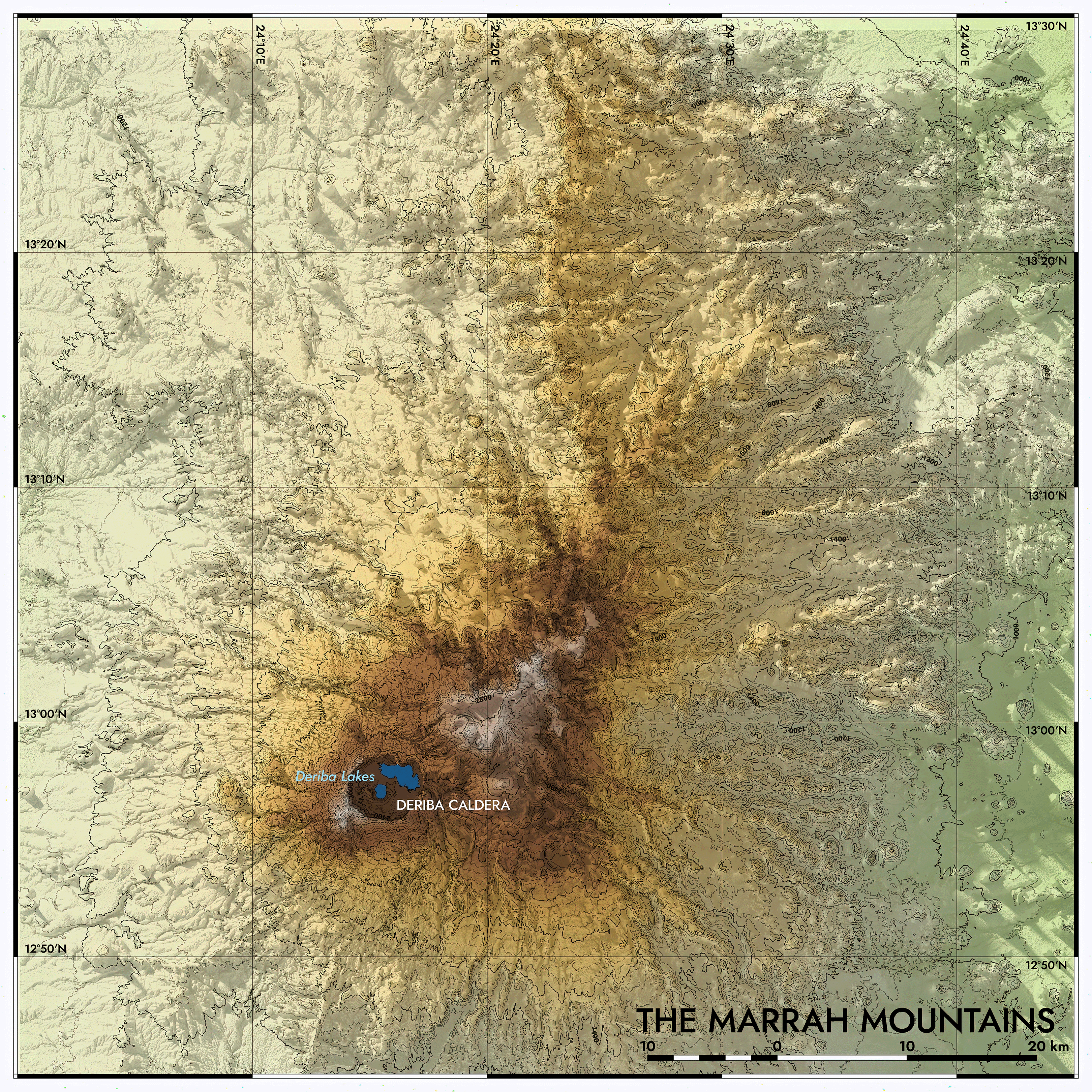
Mapa de las Montañas Marrah

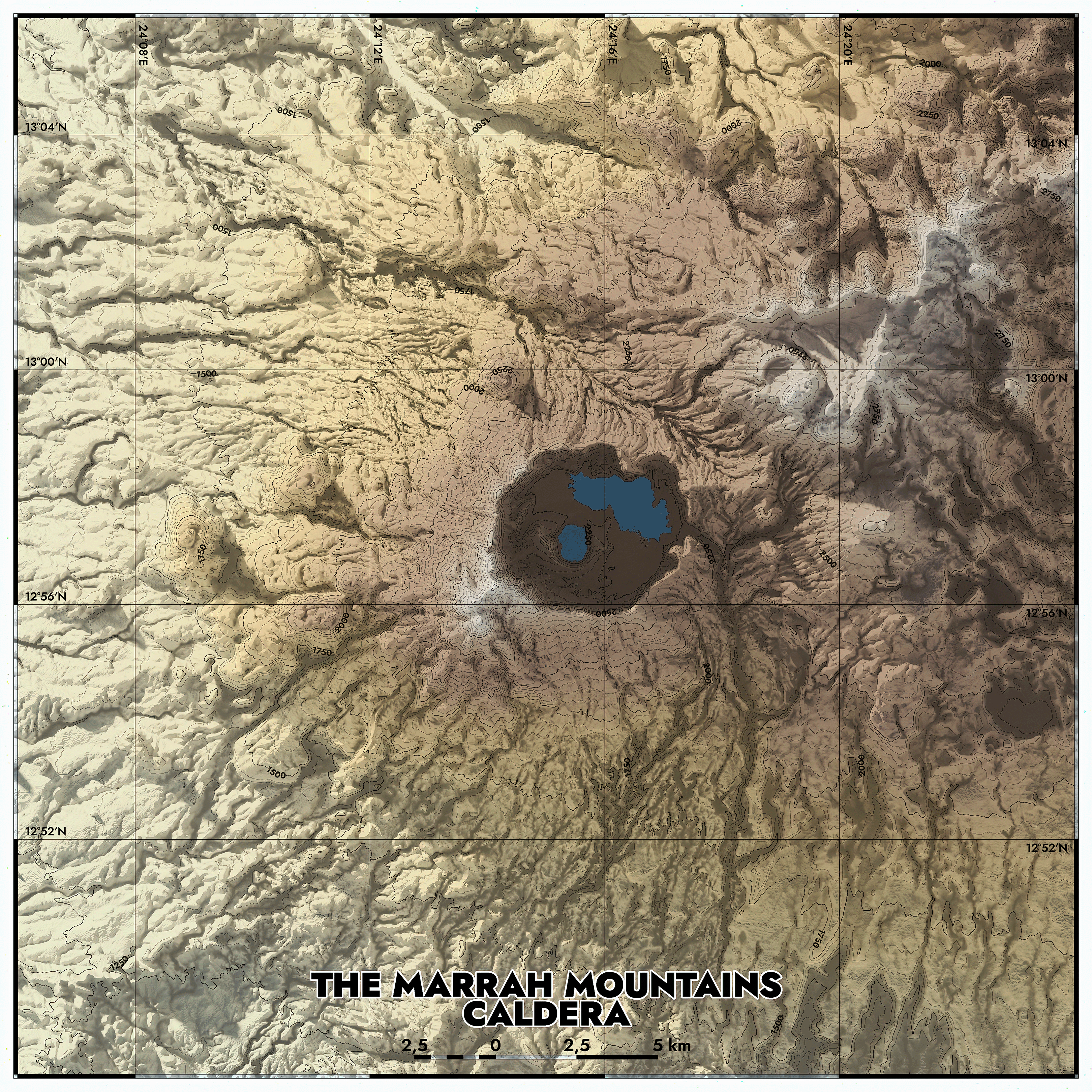
La Caldera de las Montañas Marrah

Aparte de los montes Aïr, en Níger, que están en la frontera del Sáhara propiamente dicho, los montes Marrah son la única cadena montañosa importante en el Sahel, por lo demás llano, y se elevan hasta 2600 metros sobre la llanura, pero son relativamente desconocidos debido a la falta de desarrollo y a los conflictos políticos de la región.
La última erupción ocurrió alrededor del 1500 a. C. El centro de actividad fue la caldera de Deriba, y supuso el colapso de la caldera tras la erupción de flujos de piedra pómez y piroclastos que recorrieron más de 30 kilómetros desde el volcán. 
La vegetación fue descrita por Gerald Wickens.

#### Los lagos
H. Las notas de 1918 de F. C. Hobbs sobre los lagos de Jebel Marra indican que los dos lagos de Deriba (los dos únicos de Marra que él conocía) estaban situados a una altitud de 1700 pies sobre el nivel del mar. Ocupaban una formación similar a un anfiteatro, de unas 3 a 4 millas de diámetro, formada por una cordillera circular (o ligeramente ovalada) de elevaciones muy inclinadas, que oscilaban entre unos 800 y 2000 pies sobre la superficie.
El lago salado, conocido por los nativos como la "hembra", era el mayor de los dos y ocupaba la esquina noreste del anfiteatro. Medía unas 1950 yardas de largo, 1350 de ancho y unas 3 millas de circunferencia. El agua de este lago destacaba por ser muy salada, sucia, de color verdoso y tener un desagradable olor acre. Un considerable depósito de sal marcaba su marca de pleamar y, excepto en el extremo norte, las orillas se inclinaban gradualmente hacia un lodo blando, rezumante y de fuerte olor. Hobbs no realizó sondeos por falta de tiempo, pero dedujo que probablemente el lago no era muy profundo, excepto quizá en su extremo norte. Realizó una travesía completa con brújula prismática, recorriendo las distancias, con un pequeño error de cierre, dando unos resultados relativamente precisos.
El segundo lago, conocido como "el macho", estaba a unos 800 metros al sur del lago salado y contenía agua más o menos dulce. Tenía unas 1550 yardas de largo, 900 yardas de ancho, con una circunferencia de unas 1000 yardas, y formaba el centro de un gran cráter, sin duda de origen volcánico. Los lados del cráter se elevaban casi perpendicularmente fuera del agua, alcanzando una altura de unos 400 a 700 pies, excepto en el lado norte, donde el borde del cráter era considerablemente más bajo, lo que permitía una pendiente más gradual hacia el agua. El agua de este lago, al igual que la del lago salado, era verdosa, limpia, clara y tenía un ligero olor a azufre. Una muestra tomada para su análisis se rompió junto con la última botella de whisky.
Sin tiempo para tomar sondeos o hacer un recorrido completo del segundo lago, Hobbs se basó en una brújula prismática y un telémetro de bolsillo para la mayoría de las mediciones de distancia. Estas cifras se consideraban aproximadas. El lago era visto con superstición y temor por los habitantes de Jebel Marra, que creían en sus propiedades místicas. Pocos nativos lo habían visitado realmente, pero se consideraba que estaba encantado, que era un oráculo al que se hacían preguntas y cuyas respuestas se deducían de los colores que adoptaba el agua en determinados momentos.
Las notas también detallan la ascensión de Hobbs al pico suroeste el 13 de marzo de 1918. A pesar de las afirmaciones iniciales de los nativos de que no había camino, finalmente se consiguieron guías que condujeron a la expedición por una senda bien trillada en la parte más difícil de la ascensión. El ascenso desde el nivel de los lagos duró 4,5 horas, y la subida por las crestas que rodean los lagos fue casi precipitada. La cumbre reveló otros dos picos, a 1 milla y 4 millas respectivamente, 50 y 100 pies más altos que el que estaban escalando. Otro pico, a unas 20 millas, con una lectura magnética de 540, era probablemente el más alto. El pico escalado era el más prominente del extremo suroeste de la montaña y los lugareños se referían a él como el Jebel Marra "original". Debido a la limitación del barómetro aneroide, que sólo podía registrar hasta 5000 pies, Hobbs no pudo determinar la altura de la cumbre que había alcanzado. Sin embargo, estimó a ojo que la cumbre estaba al menos a 2000 pies por encima de los lagos, situándola a unos 6800 pies sobre el nivel del mar.

## Geología
Jebel Marra, un macizo volcánico extinto de finales del Terciario con una elevación máxima de 3042 metros, se extiende de norte a sur a lo largo de unas 55 millas, se ensancha hasta las 40 millas y continúa hacia el norte otras 60 millas. Se cree que las colinas de Tagabo y la meseta de Meidob, al noreste de la cordillera, son de origen volcánico. La meseta descansa sobre rocas Arcaicas en un levantamiento entre las cuencas del Chad y del Nilo Medio y se extiende hacia el oeste hasta la frontera sudanesa, formando una penillanura ondulada denominada Complejo del Basamento, con elevaciones que oscilan entre los 1100 metros en el este y los 600 metros en el oeste. Colinas y crestas aisladas, como el macizo de Tebella de 1413 metros, posiblemente restos de una superficie erosionada más antigua, salpican la penillanura.
Al sureste y al sur de Jebel Marra, la meseta mantiene una elevación de 600-700 metros, revelando rocas arcaicas bajo depósitos de arena y arcilla a distancias de 15 a 70 millas de la base de la montaña. Características similares se observan en el oeste, incluyendo pequeñas mesetas e inselbergs como las colinas de Dagu y el Gennung a 1200 metros. Las regiones oriental y septentrional de Zalingei están dominadas por esquistos y gneises cristalinos ácidos, mientras que la contraparte occidental consiste principalmente en parasquistos, gneises calcosilicatados y otras formaciones rocosas.
Al sur del macizo de Tebella, la cuenca de Wadi Debarei parece ser una fosa clinal intruida y ocupada por granito foliado no foliado. Geólogos del Servicio Geológico de Sudán han realizado recientemente trabajos cerca de El Fasher y Nyala, pero sus resultados aún no se han publicado. Jebel Nyala, los jebeles de Dagu y las colinas de Wana presentan composiciones graníticas y gneísicas, mientras que en las zonas entre El Fasher y Nyala predominan las rocas cuarzosas.
A unos 160 km al este de Jebel Marra, las rocas arcaicas están cubiertas por areniscas nubias, con indicios de una extensión hacia el oeste cerca de El Geneina. Estudios geológicos recientes sugieren la presencia extensiva de areniscas nubias al suroeste de El Fasher bajo arenas transportadas por el viento, desafiando creencias anteriores. La caliza cercana a Zalingei, derivada de las aguas calcáreas de los manantiales, es el único depósito sedimentario registrado dentro del afloramiento Arcaico.
Andrew (1948) sugiere que la actividad volcánica en Jebel Marra comenzó en el Terciario superior (Mioceno). El cráter Deriba, que se cree que es una culminación reciente, tiene un diámetro de más de 3 millas y contiene dos lagos con características salinas distintivas. Picos de lava rodean el cráter, uno de los cuales puede ser el punto más alto de la cordillera. La historia volcánica muestra periodos de erupción continua de lava, erosión y eventos explosivos que dieron forma al gran cráter existente. Las zonas volcánicas periféricas y una fase intrusiva representada por diques cerca de Kutum siguen siendo temas de estudio.
La región se caracteriza por amplios depósitos superficiales de origen fluvial y eólico, con el Wadi 'Azum y sus afluentes mostrando amplios canales y terrazas. Los ríos que fluyen hacia el este y el sureste tienen lechos arenosos que cambian a limos a entre 30 y 50 millas de sus fuentes. Se cree que una gran llanura de limo o arcilla al noreste de Kutum es una playa, mientras que un antiguo erg, el qoz, conserva un relieve de dunas, inmovilizado por la sabana dominante. El W. Ibra transporta la escorrentía fluvial al sur de Jebel Marra, y el Qoz Dango continúa la extensión del erg, sin contrapartida occidental en las tierras altas volcánicas.
En resumen, las características geológicas y topográficas de Jebel Marra incluyen su origen volcánico, las diversas composiciones rocosas, los depósitos sedimentarios y la historia de la actividad volcánica. Los estudios geológicos en curso y la necesidad de seguir investigando subrayan la compleja naturaleza de esta región.

## Historia
En el curso de la guerra en Darfur, las montañas de Marrah quedaron bajo el control de la facción rebelde del Ejército/Movimiento de Liberación de Sudán leal a Abdul Wahid al Nur. Las montañas siguieron siendo una de las fortalezas más importantes del grupo, albergando varias de sus bases, a partir de 2021.